# Pavol Bajza
Pavol Bajza (ur. 4 września 1991 w Żylinie) – słowacki piłkarz występujący na pozycji bramkarza w duńskim klubie FC Hradec Králové. Były młodzieżowy reprezentant Słowacji.

## Kariera
Bajza rozpoczął swoją karierę w klubie Raven Považská, skąd w 2006 roku przeniósł się do Dubnicy. Początkowo występował w drużynie młodzieżowej, jednak 27 lutego 2010 roku zadebiutował w pierwszym zespole podczas spotkania z MŠK Žilina.
22 marca 2012 roku Dubnica uzgodniła warunki transferu Bajzy do włoskiej Parmy. Sam piłkarz podpisał trzyletni kontrakt i 1 lipca 2012 roku przeniósł się do nowego klubu. 19 maja 2013 roku rozegrał pierwsze spotkanie w barwach Parmy, gdy w 42. minucie meczu z US Palermo zmienił na boisku Antonio Mirante. W lipcu 2014 został wypożyczony na rok do FC Crotone, jednakże w styczniu 2015 wrócił do Parmy. Latem 2015 trafił do NK Zavrč. W styczniu 2016 opuścił ten klub, natomiast w marcu tegoż roku wrócił na Słowację i podpisał kontrakt do końca sezonu z Iskrą Borčice.

## Statystyki kariery
(aktualne na dzień 24 stycznia 2014)
| Klub               | Sezon              | Liga               | Liga  | Liga   | Puchar kraju | Puchar kraju | Europa | Europa | Suma  | Suma   |
| Klub               | Sezon              | Liga               | Mecze | Bramki | Mecze        | Bramki       | Mecze  | Bramki | Mecze | Bramki |
| ------------------ | ------------------ | ------------------ | ----- | ------ | ------------ | ------------ | ------ | ------ | ----- | ------ |
| Dubnica            | 2009/10            | 1. liga            | 14    | 0      | 0            | 0            | –      | –      | 14    | 0      |
| Dubnica            | 2010/11            | 1. liga            | 18    | 0      | 0            | 0            | –      | –      | 18    | 0      |
| Dubnica            | 2011/12            | 2. liga            | 0     | 0      | 0            | 0            | –      | –      | 0     | 0      |
| Parma              | 2012/13            | Serie A            | 1     | 0      | 0            | 0            | –      | –      | 1     | 0      |
| Parma              | 2013/14            | Serie A            | 2     | 0      | 2            | 0            | –      | –      | 4     | 0      |
| FC Crotone         | 2014/15            | Serie B            | 7     | 0      | 1            | 0            | –      | –      | 8     | 0      |
| NK Zavrč           | 2015/16            | 1. SNL             | 11    | 0      | 1            | 0            | –      | –      | 12    | 0      |
| Iskra Borčice      | 2015/16            | 2. liga            | 7     | 0      | 0            | 0            | –      | –      | 7     | 0      |
| Vejle BK           | 2016/17            | I dywizja          | 30    | 0      | 0            | 0            | –      | –      | 30    | 0      |
| Vejle BK           | 2017/18            | I dywizja          | 19    | 0      | 2            | 0            | –      | –      | 19    | 0      |
| Ogólnie w karierze | Ogólnie w karierze | Ogólnie w karierze | 110   | 0      | 4            | 0            | 0      | 0      | 114   | 0      |